# Fußballer des Jahres in Chile
Der Fußballer des Jahres von Chile wird seit 1951 vom Kreis der Journalisten Chiles, dem Circulo de Periodistas de Chile auserkoren. Damit wird entweder der beste Spieler der ersten chilenischen Liga (unabhängig von der Nationalität) oder der beste chilenische Spieler im Ausland ausgezeichnet.

## Chiles Fußballer des Jahres
| Jahr | Spieler               | Verein                   |
| ---- | --------------------- | ------------------------ |
| 1951 | Hernán Fernández      | Unión Española           |
| 1952 | Manuel Álvarez        | CD Universidad Católica  |
| 1953 | Óscar Carrasco        | Audax Italiano           |
| 1954 | unbekannt             | unbekannt                |
| 1955 | Mario Ibáñez          | CF Universidad de Chile  |
| 1956 | unbekannt             | unbekannt                |
| 1957 | Atilio Cremaschi      | CSD Colo-Colo            |
| 1960 | Juan Soto             | CSD Colo-Colo            |
| 1961 | Sergio Navarro        | CF Universidad de Chile  |
| 1962 | Misael Escuti         | CSD Colo-Colo            |
| 1963 | Hernán Rodríguez      | CD Ferrobádminton        |
| 1964 | Alberto Fouillioux    | CD Universidad Católica  |
| 1965 | Raúl Águila           | Unión San Felipe         |
| 1966 | Pedro Araya           | CF Universidad de Chile  |
| 1967 | Alberto Quintano      | CF Universidad de Chile  |
| 1968 | Adolfo Nef            | CF Universidad de Chile  |
| 1970 | Osvaldo Castro        | Deportes Concepción      |
| 1971 | Elson Beyruth         | CSD Colo-Colo            |
| 1972 | Hugo Berly            | Unión Española           |
| 1973 | Francisco Valdés      | CSD Colo-Colo            |
| 1974 | Adán Godoy            | Santiago Morning         |
| 1976 | Mario Soto            | Unión Española           |
| 1977 | Guillermo Azócar      | Everton de Viña del Mar  |
| 1978 | Rafael González       | Unión Española           |
| 1979 | Mario Galindo         | CSD Colo-Colo            |
| 1980 | Manuel Rojas          | CD Palestino             |
| 1981 | Elías Figueroa        | Fort Lauderdale Strikers |
| 1982 | Mario Soto            | CD Cobreloa              |
| 1983 | Miguel Ángel Neira    | CD Universidad Católica  |
| 1984 | Lizardo Garrido       | CSD Colo-Colo            |
| 1985 | Rafael González       | San Marcos de Arica      |
| 1986 | Óscar Fabbiani        | CD Palestino             |
| 1987 | Jaime Pizarro         | CSD Colo-Colo            |
| 1988 | Jaime Pizarro         | CSD Colo-Colo            |
| 1989 | Héctor Hoffens        | CF Universidad de Chile  |
| 1990 | Iván Zamorano         | FC St. Gallen            |
| 1991 | Mario Osbén           | CD Cobreloa              |
| 1992 | Juan Covarrubias      | CD Cobreloa              |
| 1993 | Óscar Wirth           | CD Universidad Católica  |
| 1994 | Patricio Mardones     | CF Universidad de Chile  |
| 1995 | Sergio Salgado        | CD Cobresal              |
| 1996 | Sebastián Rozental    | CD Universidad Católica  |
| 1997 | Marcelo Salas         | River Plate              |
| 1998 | Marcelo Ramírez       | CSD Colo-Colo            |
| 1999 | Pedro González        | CF Universidad de Chile  |
| 2000 | Sergio Vargas         | CF Universidad de Chile  |
| 2001 | Jaime Riveros         | Santiago Wanderers       |
| 2002 | Miguel Ramírez        | CD Universidad Católica  |
| 2003 | Rodrigo Meléndez      | Quilmes AC               |
| 2004 | Luis Fuentes          | CD Cobreloa              |
| 2005 | José Luis Sierra      | Unión Española           |
| 2006 | Matías Fernández      | CSD Colo-Colo            |
| 2007 | Carlos Villanueva     | Audax Italiano           |
| 2008 | Gary Medel            | CD Universidad Católica  |
| 2009 | Claudio Bravo         | Real Sociedad            |
| 2010 | Rodrigo Millar        | CSD Colo-Colo            |
| 2011 | Eduardo Vargas        | CF Universidad de Chile  |
| 2012 | Charles Aránguiz      | CF Universidad de Chile  |
| 2013 | Cristopher Toselli    | CD Universidad Católica  |
| 2014 | Jaime Valdés          | CSD Colo-Colo            |
| 2015 | Claudio Bravo         | FC Barcelona             |
| 2016 | Arturo Vidal          | FC Bayern München        |
| 2017 | Jaime Valdés          | CSD Colo-Colo            |
| 2018 | Esteban Paredes       | CSD Colo-Colo            |
| 2019 | José Pedro Fuenzalida | CD Universidad Católica  |
| 2020 | nicht vergeben        | nicht vergeben           |
| 2021 | Luis Jiménez          | CD Palestino             |
| 2022 | Ben Brereton          | Blackburn Rovers         |
| 2023 | Diego Valdés          | Club América             |
| 2024 | Fernando Zampedri     | CD Universidad Católica  |

## Vereinszugehörigkeit
| Anzahl | Verein                      |
| ------ | --------------------------- |
| 15     | CSD Colo-Colo               |
| 11     | CF Universidad de Chile     |
| 10     | CD Universidad Católica     |
| 5      | Unión Española              |
| 4      | CD Cobreloa                 |
| 3      | CD Palestino                |
| 2      | Audax Italiano              |
| 1      | Ferrobádminton              |
| 1      | Deportes Concepción         |
| 1      | Santiago Morning            |
| 1      | Everton de Viña del Mar     |
| 1      | San Marcos de Arica         |
| 1      | CD Cobresal                 |
| 1      | Santiago Wanderers          |
| 1      | Fort Lauderdale Strikers () |
| 1      | FC St. Gallen ()            |
| 1      | River Plate ()              |
| 1      | Quilmes AC ()               |
| 1      | Real Sociedad ()            |
| 1      | FC Barcelona ()             |
| 1      | FC Bayern München ()        |
| 1      | Blackburn Rovers ()         |
| 1      | Club América ()             |